# Patrick Edward Connor
Patrick Edward Connor (Kerry, 17 marzo 1820 – Salt Lake City, 17 dicembre 1891) è stato un generale statunitense dell'Unione durante la guerra di secessione americana.
Connor divenne famoso per le campagne condotte contro i nativi americani del vecchio West.

## Gioventù e carriera
Connor nacque nella rurale contea di Kerry, in Irlanda, il giorno della festa di san Patrizio del 1820. Giunse negli Stati Uniti d'America e si arruolò col nome di Patrick Edward O'Connor nello United States Army del 28 novembre 1839. Prestò servizio nelle guerre Seminole, e fu dragone a Fort Leavenworth, Fort Atkinson, Fort Sandford e nella seconda battaglia di Fort Des Moines. Fu congedato con onore il 28 novembre 1844 e dopo due anni trascorsi a New York si trasferì in Texas.

### Guerra messico-statunitense
In Texas si unì ai volontari del Texas nel maggio 1846 col nome di "P. Edward Connor", diventando primo tenente del Texas Foot Riflemen. Il 7 luglio 1846 a Galveston fu arruolato nello United States Army come primo tenente per dodici mesi. Alla sua compagnia indipendente di volontari del Texas, comandata dal capitano Charles A. Seefield, fu ordinato di recarsi a Port Lavaca nella baia di Matagorda per unirsi all'Armata del Centro di John Ellis Wool incaricata di invadere il Messico. Marciando attraverso Monclova, Parras e Saltillo la compagnia, ora comandata dal capitano Connor ed attaccata al 2° volontari dell'Illinois del colonnello William H. Bissel, combatté la battaglia di Buena Vista. La compagnia fu impegnata in un duro scontro, Connor fu ferito alla mano. Due suoi tenenti e 13 uomini rimasero uccisi. Fu congedato con onore il 24 maggio 1847 nei pressi di Monterrey a causa dei suoi problemi reumatici. Quando scoppiò la corsa all'oro californiana tornò in Texas e da qui giunse in California il 22 gennaio 1850.

### California
Poco dopo il suo arrivo in California fu coinvolto in un incidente mentre con una barca cercava di raggiungere la foce del Trinity per fondare una colonia. Connor ed i suoi uomini non sapevano che il Trinity sfociasse nel Klamath, e non nel Pacifico. Dei 10 presenti nella barca che cercò di navigare le acque agitate, in 5 annegarono. Il 28 maggio 1853 fu richiamato in servizio da Harry S. Love come tenente della compagnia di California State Rangers con altri 20 veterani del Messico. Inseguirono ed uccisero il fuorilegge messicano Joaquin Murrieta e tre altri membri della sua banda, catturandone altri due e ponendo fine ai Cinque Joaquin. Col resto dei Rangers fu ben ricompensato prima di venire lasciato libero

## Guerra di secessione
Allo scoppio della guerra di secessione Connor fu messo al comando degli "Stockton Blues", un'unità di milizie della California. Trasformò l'unità in un reggimento che prese il nome di 3º reggimento di volontari di fanteria della California. Il suo reggimento fu assegnato al territorio dello Utah per proteggere le rotte via terra dai nativi americani e sedare una possibile rivolta mormone.
Mentre si trovava nello Utah Connor divenne comandante del distretto dello Utah, dipartimento del Pacifico, il 6 agosto 1862, fondò Camp Douglas a Salt Lake City ad ottobre ma rimase deluso da questo incarico. Assieme ai suoi uomini avrebbe voluto trasferirsi in Virginia dove ci si stava giocando la vittoria e la gloria. Quando il maggior generale Henry Halleck (amico personale di Connor) divenne generale in capo dell'esercito dell'Unione, Connor gli chiese di permettere ai suoi uomini di combattere i traditori. Si offrì di trattenere 30 000 dollari dalla paga del reggimento per trasferire le truppe sui campi di battaglia dell'est. Halleck suggerì a Connor di pattugliare la zona di Salt Lake City. Connor lo fece e fondò Fort Douglas nonostante le proteste dei mormoni. Brigham Young chiese al proprio rappresentante al Congresso, Kinney, di far trasferire le truppe federali. Nonostante gli sforzi del governatore Doty e del colonnello Connor, le truppe federali furono bloccate a Fort Douglas da Washington.
Nell'ottobre 1863 Connor ed il governatore Doty firmarono trattati di pace con gli indiani ostili ponendo fine alle ostilità con i nativi del territorio dello Utah. Poco dopo la firma dei trattati ufficiali e soldati dei volontari della California di Fort Douglas fondarono il primo quotidiano dello Utah chiamandolo The Union Vedette. Il quotidiano fornì notizie non disponibili al Deseret News diretto dalla Chiesa dei santi degli ultimi giorni.
Connor fornì protezione ai non mormoni ed a coloro che volevano lasciare la Chiesa di Gesù Cristo dei santi degli ultimi giorni (LDS) nei suoi tre anni di servizio nello Utah. Scoprì anche ricche miniere di minerali nello Utah avvisando i propri superiori. Questo portò ad una graduale immigrazione di non mormoni in Utah che diminuì l'influenza della LDS negli affari del territorio. Connor intrattenne fitte corrispondenza militari che furono pubblicate nel 1897 col titolo di The War of the Rebellion: A Compilation of the Official Records of the Union and Confederate Armies.
Connor rimase al comando del distretto dello Utah finché non fu fuso nel marzo 1865 nel distretto delle Pianure.  Il nuovo distretto univa i vecchi dipartimenti di Utah, Nebraska, Colorado e Idaho. Connor fu nominato comandante del nuovo distretto.

## Massacro di Bear River
All'inizio degli anni 1860 la pressione popolare nel territorio di Washington (attuale confine tra Idaho e Utah) portò a conflitti tra coloni immigrati e nativi americani. Dopo un attacco nei confronti dei minatori con testimonianze fornite a Salt Lake City dai sopravvissuti, Connor guidò il proprio reggimento per 225 km nel gelido territorio invernale per 'trattare' con gli indiani. Il 2 gennaio 1863 gli uomini di Connor incontrarono l'accampamento degli Shoshoni lungo il fiume Bear River. Connor e la sua milizia attraversarono il fiume ed attaccarono il campo, fingendo una ritirata solo per accerchiare il campo ed attaccare di nuovo.
Connor mandò alcuni uomini a bloccare agli indiani le vie di fuga attraverso un burrone, ed il resto dei soldati ad accerchiare il nemico su una resta dalla quale furono in grado di sparare. I soldati spararono anche ai nativi che fuggivano a nuoto nel fiume gelato. Uccisero quasi tutti gli indiani, comprese donne e bambini, per un totale di circa 200-400 persone.
Gli indiani erano stati riforniti dai mormoni, e furono recuperati grano ed un bottino di guerra. In seguito un sopravvissuto indiano disse che stavano progettando di distruggere la città di Franklin nell'attuale Idaho. I dispacci di Connor sono contenuti in The War of the Rebellion - A Compilation of the Official Records of the Union and Confederate Armies of the Pacific Theater. Una versione diversa è raccontata da Brigham Madsen in The Northern Shosoni.

## Spedizione di Powder River
Dopo il massacro di Bear River Connor fu nominato generale di brigata dell'esercito volontario. Da luglio a settembre 1865 guidò la punitiva spedizione di Powder River contro Sioux, Cheyenne ed Arapaho che avevano attaccato i viaggiatori lungo il Bozeman Trail e su altre tratte. I 2600 uomini di Connor furono divisi in tre unità separate che attraversarono centinaia di chilometri di quello che sarebbe diventato Montana e Wyoming. I soldati furono attaccati dagli indiani che evitarono battaglie campali. Connor fondò Fort Connor, in seguito rinominato Fort Reno, e distrusse un villaggio Arapaho nella battaglia di Tongue River. Le sue guide Pawnee subirono un'imboscata e furono uccise da 24 guerrieri Cheyenne. Per buona parte del tempo le tre unità di Connor furono sulla difensiva, respingendo gli assalti indiani a cavalli e rifornimenti che lasciarono molti soldati appiedati, vestiti di stracci e ridotti a dover mangiare carne cruda di cavallo. In generale la spedizione fu "un triste fallimento" svolto con "grandi colonne piene di truppe ansiose di tornare a casa, data la fine della guerra civile".
Quando partì la spedizione, gli ordini di Connor agli ufficiali furono: "Non accetterete proposte di pace o di sottomissione dagli indiani, ma attaccherete ed ucciderete ogni maschio di almeno dodici anni di età". I superiori di Connor modificarono questo ordine.

## Attività postbellica
Quando terminò la guerra di secessione, Connor fu nominato brevetto maggior generale dell'esercito volontario e fu congedato nel 1866. Senza avere mai combattuto la Confederazione ad est, continuò a comandare truppe alla frontiera. In seguito reclutò truppe confederate per le spedizioni contro gli indiani.
Dopo essersi trasferito a Salt Lake City, Connor fondò il primo quotidiano della città. Fu nuovamente coinvolto nell'industria estrattiva. Fondò una città nello Utah chiamandola Stockton in onore della sua unità di milizia della California.
Connor morì nel 1891 e fu sepolto nel cimitero di Fort Douglas a Salt Lake City, Utah.